# Lanqi (köpinghuvudort i Kina, Liaoning Sheng, lat 40,10, long 123,78)
Lanqi är en köpinghuvudort i Kina. Den ligger i provinsen Liaoning, i den nordöstra delen av landet, omkring 190 kilometer söder om provinshuvudstaden Shenyang. Antalet invånare är 15 248. Befolkningen består av 7 459 kvinnor och 7 789 män. Barn under 15 år utgör 12,0 %, vuxna 15-64 år 76 %, och äldre över 65 år 11,0 %.
Runt Lanqi är det ganska tätbefolkat, med 222 invånare per kvadratkilometer. Närmaste större samhälle är Hongqi, 8,9 km nordost om Lanqi. Trakten runt Lanqi består till största delen av jordbruksmark.
Genomsnittlig årsnederbörd är 1 284 millimeter. Den regnigaste månaden är juli, med i genomsnitt 441 mm nederbörd, och den torraste är januari, med 10 mm nederbörd.